# Église Saint-Germain-d'Auxerre de Savigny-le-Temple
Pour les articles homonymes, voir Église Saint-Germain-d’Auxerre.
L'église Saint-Germain-d'Auxerre est un bâtiment religieux d'époque médiévale situé à Savigny-le-Temple, commune du département de Seine-et-Marne. Elle est monument historique par arrêté du 14 avril 1926.

## Description
La façade est en meulière. L’église comporte plusieurs parties : la nef romane orientée vers le sud-est ; une sacristie ; un chœur ; une chapelle latérale sur la façade nord ; un clocher.
Ces trois derniers éléments communiquent par des baies en arc brisé. La façade ouest du clocher possède également une baie en arc brisé, qui ne communique avec aucun bâtiment ; il semble que cet élément devait déboucher sur un bas-côté courant le long de la façade nord, mais qui ne fut jamais construit.
Le chœur et la chapelle latérale sont plus hauts que la partie romane.
Le chœur montre deux vitraux du XIXe siècle : une crucifixion du Christ et les martyrs de saint Etienne et de saint Sébastien.

## Histoire
Un lieu de culte existait avant la donation de Savigny-le-Temple aux Templiers (qui date de 1149).
La nef est la partie la plus ancienne : elle date de la période romane. Elle est de style roman, d’une dimension modeste, et ne comporte pas de contreforts.
Durant la période gothique, le chœur, la chapelle latérale et le clocher sont ajoutés, avec des contreforts. La charpente de ce nouvel ensemble est en bois, sauf la chapelle, ou de la pierre est employée. L’état actuel du bâtiment date du XVe siècle.
La flèche du clocher est ajoutée au XIXe siècle.
L'église a été inscrite sur l'inventaire supplémentaire des monuments historiques par arrêté du 14 avril 1926.
Le maître-autel de la chapelle de la Vierge avec le tabernacle sont offerts à l'église en 1943.
Le porche et la sacristie sont d’ajout récent. En 1993 l’église est restaurée.
En 1993, durant des travaux, des squelettes sont découverts dans la chapelle. Les plus anciens ont été inhumés dans un ancien cimetière installé à proximité de l’église. La plupart des squelettes remontent à la période s’étendant entre le XIIe et le XVe siècle, et sont inhumés dans l’église. Les plus récents sont des notables locaux.

## Galerie

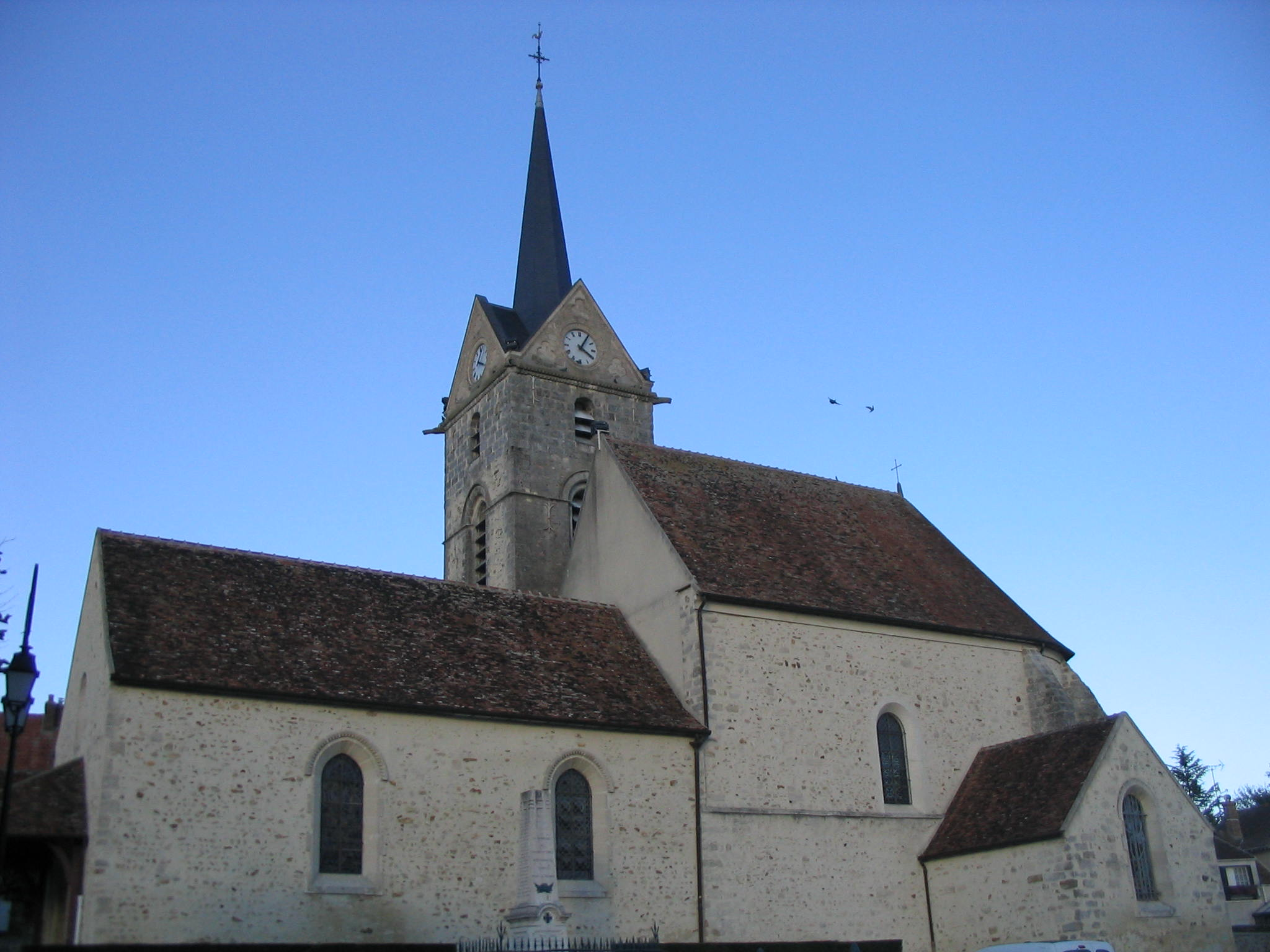
Façade sud de l'église. De gauche à droite : la nef, le chœur (plus haut que la nef), la sacristie (qui dépasse du bâtiment).
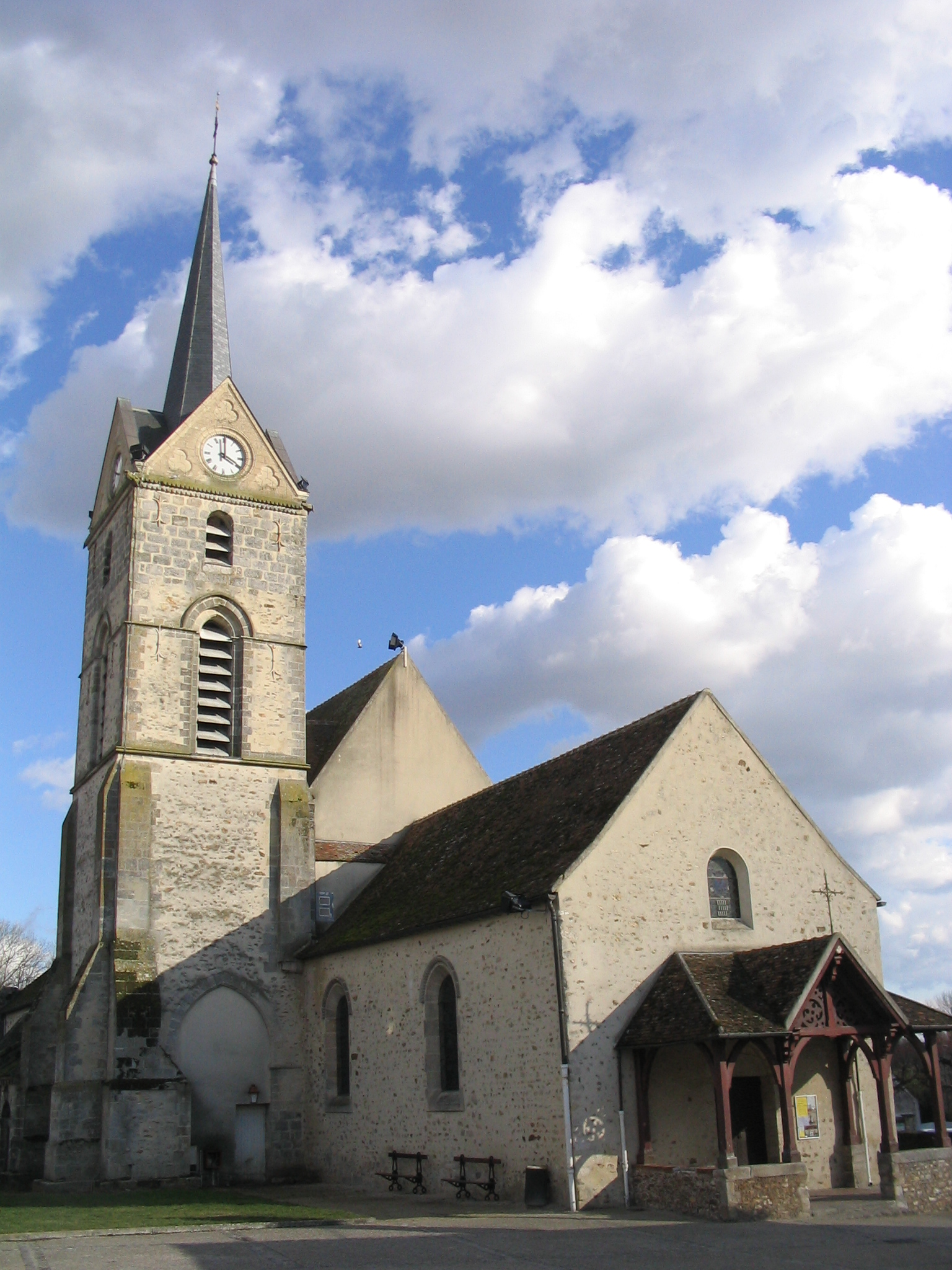
Façade de l'église.
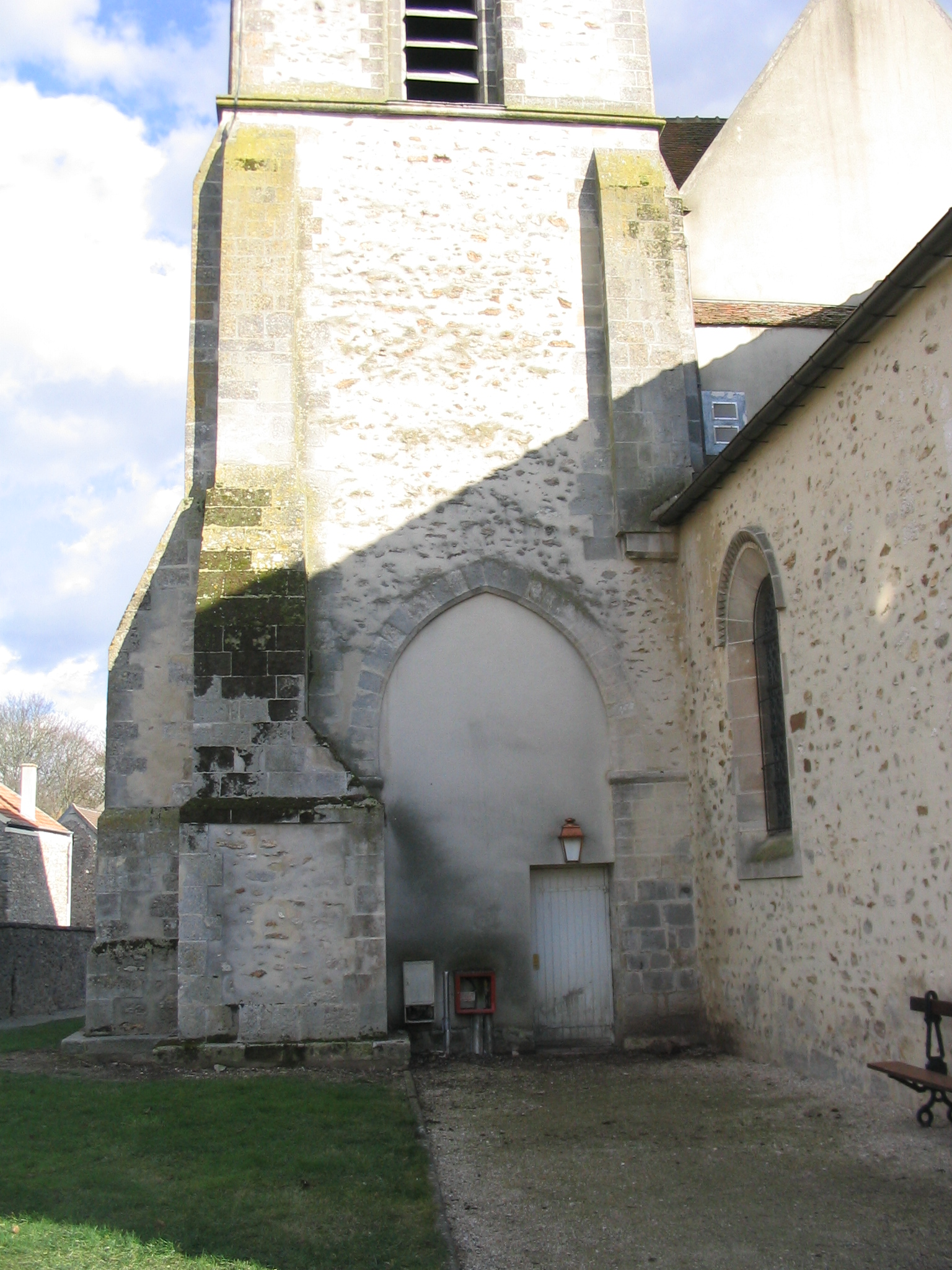
Baie en arc brisé sur la façade Ouest du clocher.
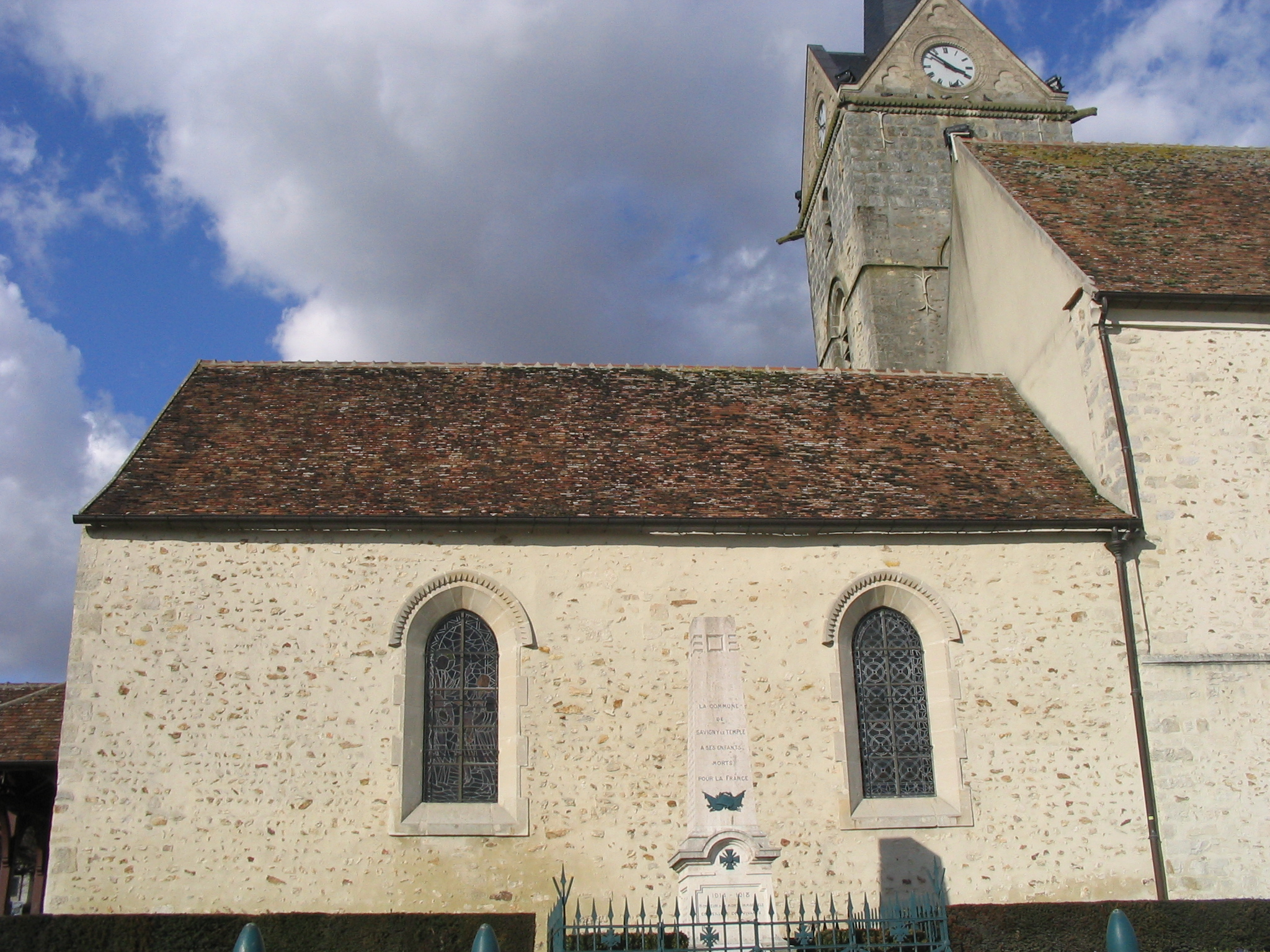
Façade Sud de la nef de l'église.
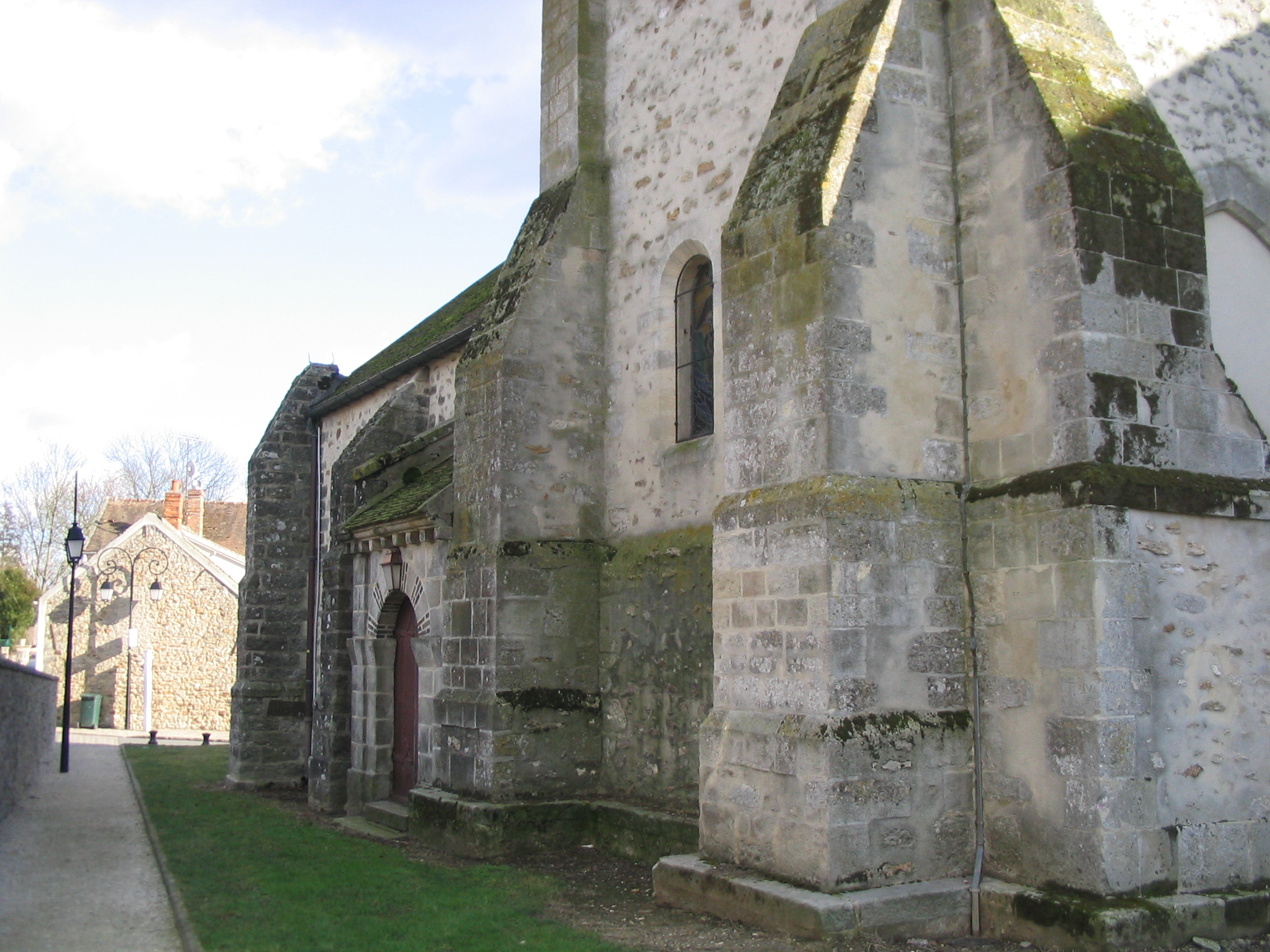
Façade Nord de l'église. Au premier plan, le bas du clocher. Au deuxième plan, la façade extérieure de la chapelle.